# Pherbellia inflexa
Pherbellia inflexa är en tvåvingeart som beskrevs av Orth 1983. Pherbellia inflexa ingår i släktet Pherbellia och familjen kärrflugor. Inga underarter finns listade i Catalogue of Life.